# Второй провинциальный конгресс Северной Каролины

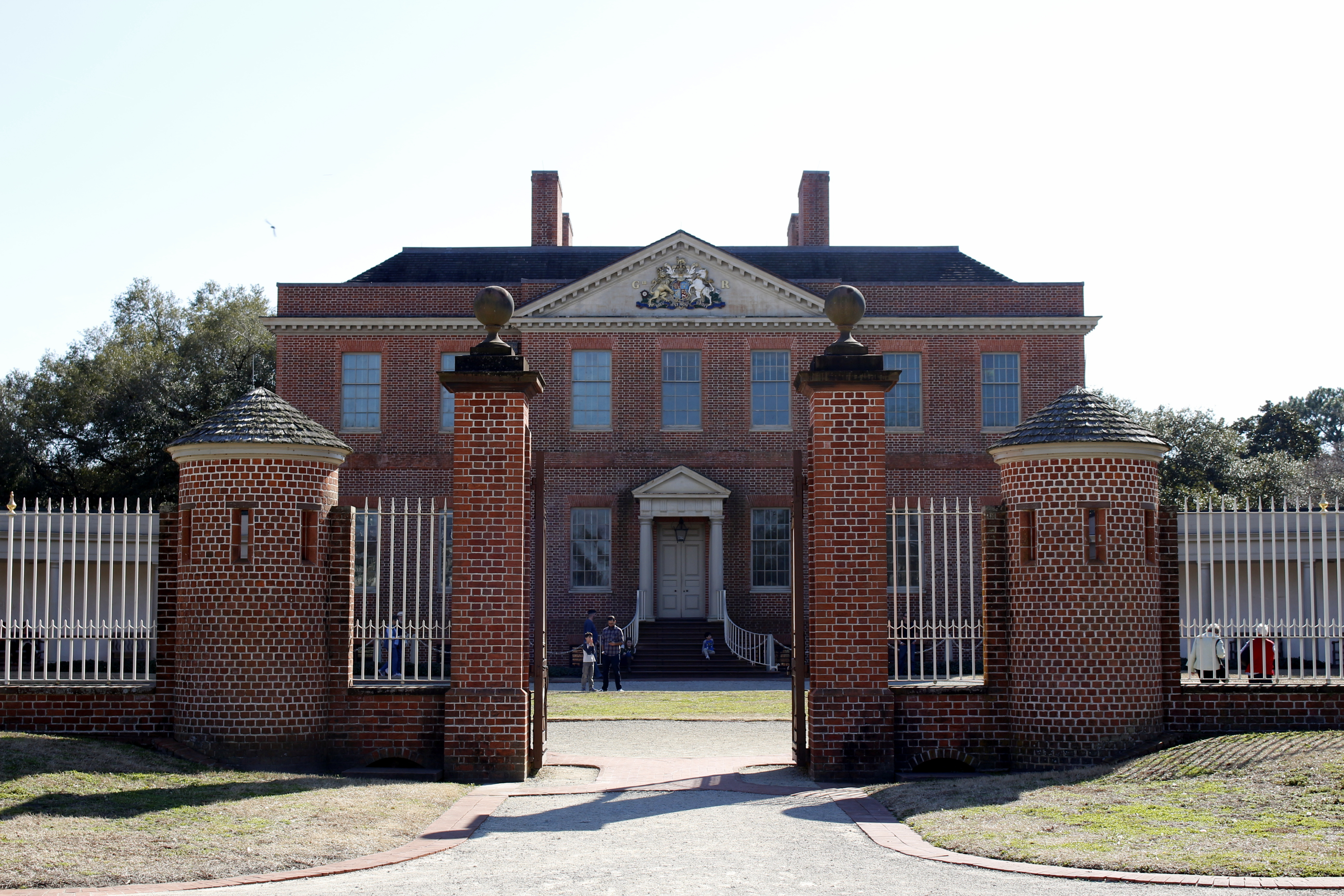
Дворец Трайона в Нью-Берне, в котором собирался Второй конгресс и одновременно Ассамблея Северной Каролины.

Второй провинциальный конгресс Северной Каролины (англ. Second North Carolina Provincial Congress) — второй из однокамерных законодательных собраний Северной Каролины, который был созван 3 апреля 1775 года параллельно с собранием Ассамблеи провинции. Конгресс сформировал структуру правительства и армию колонии, подготовив почву для создания независимого штата Северная Каролина. Коронный губернатор Джозайя Мартин пытался уговорами добиться роспуска Конгресса, но ничего не добился.

## Предыстория
Отношения между Ассамблеей провинции Северная Каролина и королевской администрацией осложнились после назначения на губернаторский пост Джозайи Мартина, особенно в начале 1773 года, когда начался спор по поводу закона о судах. В начале 1774 года поступило предложение созвать делегатов колоний на Континентальный конгресс; губернатор Мартин воспрепятствовал этому, отказавшись созывать Ассамблею (которая выбирала делегатов). Тогда Джон Харви, спикер Ассамблеи, ответил, что в таком случае народ соберёт Конвент, независимый от губернатора. В результате 36 округов избрали депутатов для провинциального конгресса, который решено было собрать в Нью-Берне 25 августа.
Губернатор протестовал против созыва конгресса, пытался его запрещать, но ничего не смог предпринять и даже губернаторский совет не поддержал его в этом вопросе. Первый провинциальный конгресс Северной Каролины собрался 25 августа 1774 года, выбрав делегатов на Континентальный конгресс, и, помимо прочего, уполномочив Джона Харви созвать новый конгресс тогда и там, где он сочтёт нужным.
Когда губернатор Мартин понял, что не сможет удержать колонию от участия в Континентальном конгрессе, он попробовал управлять ситуацией и разрешил Ассамблее собраться в Нью-Берне 4 апреля 1775 года. Понимая, что эта Ассамблея может быть распущена губернатором при первых признаках несогласия, Джон Харви сразу же объявил о созыве Второго провинциального конгресса в том же самом месте, но на день раньше, 3 апреля. Было решено, что и Конгресс и Ассамблея будут состоять из одних и тех же делегатов. Губернатор Мартин пришёл в ярость от этого решения и издал две прокламации против сбора Конгресса. В ответ Конгресс  избрал Харви председателем, а Ассамблея - её спикером. Возникла уникальная ситуация: одни и те же люди составляли два разных органа, один из которых был законным, созванным по приказу губернатора, а второй незаконный, не признающий его власти и собравшийся вопреки его воле. 